# Eisenbahnunfall von Herbolzheim
Koordinaten: 48° 13′ 29,7″ N, 7° 46′ 4,7″ O

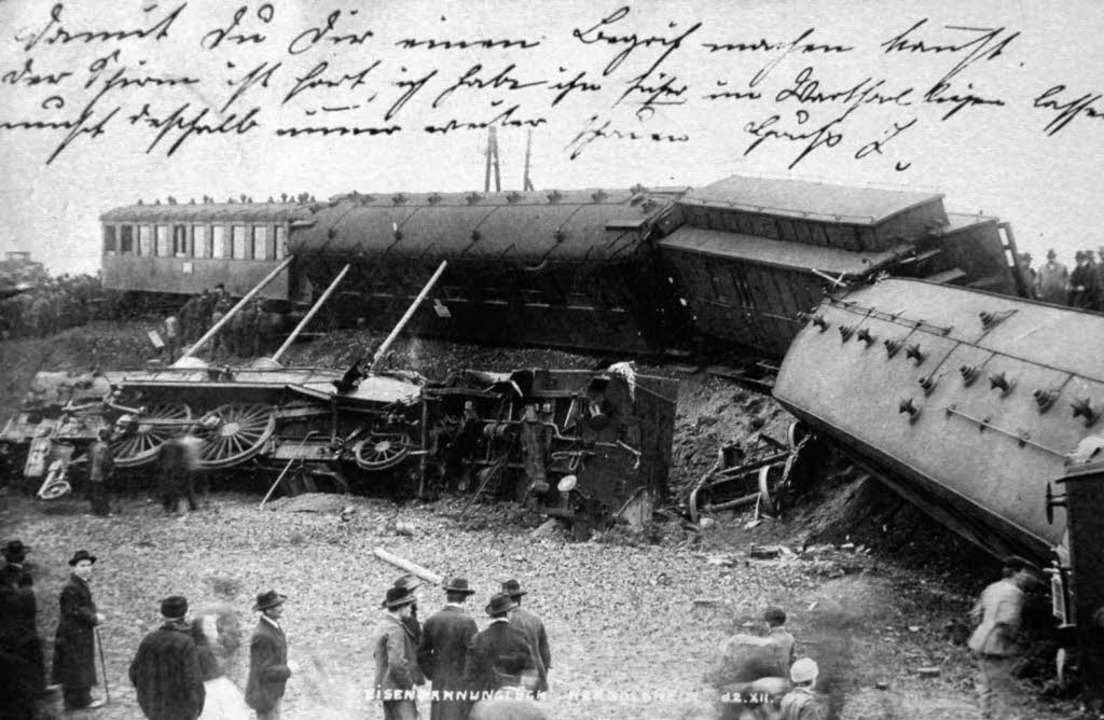
Photo von der Unglücksstelle

Der Eisenbahnunfall von Herbolzheim war der Frontalzusammenstoß eines Schnellzugs und einer Rangierlokomotive im Bahnhof Herbolzheim am 2. Dezember 1903. Dabei kam ein Mensch ums Leben.

## Ausgangslage
Am 2. Dezember 1903 verließ um 6:47 Uhr der Schnellzug 7 planmäßig den Hauptbahnhof Freiburg. Der Schnellzug war zu diesem Zeitpunkt mit ca. 80 Reisenden besetzt. Um 7:15 fuhr er mit einer Geschwindigkeit von 90 km/h auf den Bahnhof Herbolzheim zu. Hier verlief die Strecke entlang einer Böschung. Im Bahnhof rangierte eine Maffei-Lokomotive.

## Unfallhergang
Die rangierende Lokomotive befand sich in der Fahrstraße des Schnellzugs, der 100 m nördlich des Empfangsgebäudes des Bahnhofs mit ihr zusammenstieß. Durch den Aufprall entgleiste die Lokomotive und kam um 180 Grad gedreht zum Stehen. Bis auf den letzten entgleisten alle Wagen und stürzten zum Teil die Böschung hinab. Der Arbeiter auf der Rangierlok rettete sich durch einen Sprung vor dem Aufprall, die Lokomotive wurde komplett zerstört.

## Folgen
Der Heizer des Schnellzuges hingegen starb bei dem Unfall. Der Lokomotivführer Friedrich Zanger der bei dem Unfall aus der Lokomotive geschleudert wurde, wurde schwer verletzt in das Krankenhaus Herbolzheim gebracht und überlebte den Unfall. Die meisten der 80 Reisenden hatten sich im letzten Wagen aufgehalten. So gab es nur wenige Verletzte.
Um die Verletzten an der Unfallstelle zu versorgen, kam ein Hilfszug zur Unfallstelle. Mit ihm kamen neben Ärzten und der Sanitätskolonne des Landwehr- und Reservistenvereins Belfort auch Werkzeug und Werkstattmitarbeiter. Die Bahnstrecke konnte sieben Stunden nach dem Unfall, ab 14 Uhr, wieder eingleisig befahren werden. Bis dahin fuhren die Züge bis zur Unfallstelle und die Reisenden mussten umsteigen.

## Reaktionen
Da der Schnellzug fahrplanmäßig unterwegs war, wurde das Rangieren der anderen Lok als Ursache für den Zusammenprall angesehen. Der Untersuchungsrichter von Freiburg leitete Ermittlungen ein und ließ den Weichenwärter vorläufig festnehmen.
Der Unfall führte zu einem großen öffentlichen Interesse. Mehrere hundert Menschen kamen zur Unfallstelle, unter ihnen auch der Generaldirektor der Großherzoglich Badischen Staatseisenbahnen. Die Freiburger Zeitung, deren Reporter mit einem geliehenen Auto zur Unfallstelle fuhren, berichteten mit mehreren Artikeln. Aus den aufgenommenen Bildern wurde eine Postkartenserie gefertigt.
Der überlebende Lokführer, Friedrich Zanger, schrieb nach seiner Genesung einen Brief an den Bürgermeister von Herbolzheim, in dem er sich für die Hilfe bedankte.